# Chemmy Alcott
Chimene Mary „Chemmy” Alcott (ur. 10 lipca 1982 w Hove) – brytyjska narciarka alpejska.

## Kariera
Po raz pierwszy na arenie międzynarodowej pojawiła się 7 sierpnia 1997 roku w Coronet Peak, gdzie w zawodach FIS Race zajęła drugie miejsce w gigancie. W 1998 roku wystartowała na mistrzostwach świata juniorów w Megève, gdzie jej najlepszym wynikiem było 56. miejsce w slalomie. Jeszcze trzykrotnie startowała w zawodach tego cyklu, najlepszy wynik osiągając podczas mistrzostw świata juniorów w Tarvisio w 2002 roku, gdzie była czwarta w kombinacji. W międzyczasie wystąpiła też na olimpijskim festiwalu młodzieży Europy w Popradzie w 1999 roku, zdobywając srebrny medal w supergigancie i brązowy w gigancie.
W zawodach Pucharu Świata zadebiutowała 28 grudnia 1999 roku w Lienzu, gdzie nie zakwalifikowała się do drugiego przejazdu w gigancie. Pierwsze pucharowe punkty zdobyła 13 stycznia 2002 roku w Saalbach-Hinterglemm, gdzie zajęła 18. miejsce w kombinacji. Nigdy nie stanęła na podium zawodów PŚ, jej najlepszym wynikiem było siódme miejsce w superkombinacji wywalczone 15 grudnia 2006 roku w Reiteralm. Najlepsze wyniki osiągnęła w sezonie 2006/2007, kiedy zajęła 32. miejsce w klasyfikacji generalnej. Ponadto w sezonie 2009/2010 była ósma w klasyfikacji kombinacji.
W 1999 roku wystartowała na mistrzostwach świata w Vail/Beaver Creek, gdzie nie ukończyła slalomu, a w gigancie zajęła 33. miejsce. W kolejnych występach najlepsze wyniki osiągnęła na rozgrywanych dziesięć lat później mistrzostwach świata w Val d’Isère, zajmując piętnaste miejsce w zjeździe i siedemnaste w superkombinacji. Była też między innymi jedenasta w zjeździe na igrzyskach olimpijskich w Turynie w 2006 roku i superkombinacji podczas igrzysk w Vancouver cztery lata później. Na rozgrywanych w 2002 roku igrzyskach olimpijskich w Salt Lake City najlepszy wynik uzyskała w kombinacji, którą ukończyła na czternastej pozycji. Brała też udział w igrzyskach w Soczi w 2014 roku, gdzie była dziewiętnasta w zjeździe.
W grudniu 2010 roku w Lake Louise złamała nogę, co nie pozwoliło jej wystąpić na mistrzostwach świata w Garmisch-Partenkirchen w 2011 roku. W sierpniu 2013 roku Brytyjka ponownie złamała tą samą nogę, wystartowała jednak na igrzyskach w Soczi.

## Osiągnięcia

### Igrzyska olimpijskie
| Miejsce | Dzień     | Rok  | Miejscowość    | Konkurencja     | Czas łączny | Strata  | Zwyciężczyni              |
| ------- | --------- | ---- | -------------- | --------------- | ----------- | ------- | ------------------------- |
| 32.     | 12 lutego | 2002 | Salt Lake City | Zjazd           | 1:39,56 min | +6,42 s | Janica Kostelić           |
| 14.     | 14 lutego | 2002 | Salt Lake City | Kombinacja      | 2:43,28 min | +8,06 s | Janica Kostelić           |
| 28.     | 17 lutego | 2002 | Salt Lake City | Supergigant     | 1:13,59 min | +3,75 s | Daniela Ceccarelli        |
| DNF1    | 20 lutego | 2002 | Salt Lake City | Slalom          | 1:46,10 min | -       | Janica Kostelić           |
| 30.     | 22 lutego | 2002 | Salt Lake City | Gigant          | 2:30,01 min | +8,46 s | Janica Kostelić           |
| 11.     | 15 lutego | 2006 | Turyn          | Zjazd           | 1:56,49 min | +1,36 s | Michaela Dorfmeister      |
| DSQ     | 18 lutego | 2006 | Turyn          | Kombinacja      | 2:51,08 min | -       | Janica Kostelić           |
| 19.     | 20 lutego | 2006 | Turyn          | Supergigant     | 1:32,47 min | +1,73 s | Michaela Dorfmeister      |
| 22.     | 24 lutego | 2006 | Turyn          | Gigant          | 2:09,19 min | +5,23 s | Julia Mancuso             |
| 13.     | 17 lutego | 2010 | Vancouver      | Zjazd           | 1:44,19 min | +3,12 s | Lindsey Vonn              |
| 11.     | 18 lutego | 2010 | Vancouver      | Superkombinacja | 2:09,14 min | +3,37 s | Maria Riesch              |
| 20.     | 20 lutego | 2010 | Vancouver      | Supergigant     | 1:20,14 min | +3,32 s | Andrea Fischbacher        |
| 27.     | 25 lutego | 2010 | Vancouver      | Gigant          | 2:27,11 min | +2,83 s | Viktoria Rebensburg       |
| DNF1    | 26 lutego | 2010 | Vancouver      | Slalom          | 1:42,89 min | -       | Maria Riesch              |
| DNS2    | 10 lutego | 2014 | Soczi          | Superkombinacja | 2:34,62 min | -       | Maria Höfl-Riesch         |
| 19.     | 12 lutego | 2014 | Soczi          | Zjazd           | 1:41,57 min | +1,86 s | Dominique Gisin Tina Maze |
| 23.     | 15 lutego | 2014 | Soczi          | Supergigant     | 1:25,52 min | +3,62 s | Anna Fenninger            |

### Mistrzostwa świata
| Miejsce | Dzień       | Rok  | Miejscowość       | Konkurencja     | Czas biegu  | Strata   | Zwyciężczyni          |
| ------- | ----------- | ---- | ----------------- | --------------- | ----------- | -------- | --------------------- |
| 33.     | 11 lutego   | 1999 | Vail/Beaver Creek | Gigant          | 2:08,54 min | +9,13 s  | Alexandra Meissnitzer |
| DNF2    | 13 lutego   | 1999 | Vail/Beaver Creek | Slalom          | 1:33,97 min | -        | Zali Steggall         |
| 36.     | 29 stycznia | 2001 | St. Anton         | Supergigant     | 1:23,44 min | +4,52 s  | Régine Cavagnoud      |
| 33.     | 9 lutego    | 2003 | Sankt Moritz      | Zjazd           | 1:34,30 min | +3,56 s  | Mélanie Turgeon       |
| 25.     | 13 lutego   | 2003 | Sankt Moritz      | Gigant          | 2:30,97 min | +5,65 s  | Anja Pärson           |
| 22.     | 30 stycznia | 2005 | Bormio            | Supergigant     | 1:17,64 min | +2,24 s  | Anja Pärson           |
| DNF     | 4 lutego    | 2005 | Bormio            | Kombinacja      | 2:53,70 min | -        | Janica Kostelić       |
| 19.     | 6 lutego    | 2005 | Bormio            | Zjazd           | 1:39,90 min | +2,60 s  | Janica Kostelić       |
| 35.     | 8 lutego    | 2005 | Bormio            | Gigant          | 2:13,63 min | +6,87 s  | Anja Pärson           |
| DNS1    | 11 lutego   | 2005 | Bormio            | Slalom          | 1:47,98 min | -        | Janica Kostelić       |
| 28.     | 6 lutego    | 2007 | Åre               | Supergigant     | 1:18,85 min | +3,37 s  | Anja Pärson           |
| DNF     | 9 lutego    | 2007 | Åre               | Superkombinacja | 1:57,69 min | -        | Anja Pärson           |
| DNF1    | 11 lutego   | 2007 | Åre               | Zjazd           | 1:26,89 min | -        | Anja Pärson           |
| 27.     | 13 lutego   | 2007 | Åre               | Gigant          | 2:31,72 min | +3,22 s  | Nicole Hosp           |
| 20.     | 3 lutego    | 2009 | Val d’Isère       | Supergigant     | 1:20,73 min | +4,46 s  | Lindsey Vonn          |
| 17.     | 6 lutego    | 2009 | Val d’Isère       | Superkombinacja | 2:20,13 min | +5,34 s  | Kathrin Zettel        |
| 15.     | 9 lutego    | 2009 | Val d’Isère       | Zjazd           | 1:30,31 min | +2,73 s  | Lindsey Vonn          |
| 29.     | 12 lutego   | 2009 | Val d’Isère       | Gigant          | 2:03,49 min | +22,29 s | Kathrin Hölzl         |
| 24.     | 5 lutego    | 2013 | Schladming        | Supergigant     | 1:35,39 min | +2,79 s  | Tina Maze             |

### Mistrzostwa świata juniorów
| Miejsce | Dzień     | Rok  | Miejscowość | Konkurencja | Czas biegu  | Strata     | Zwyciężczyni         |
| ------- | --------- | ---- | ----------- | ----------- | ----------- | ---------- | -------------------- |
| DNS     | 27 lutego | 1998 | Megève      | Supergigant | 1:06,08 min | -          | Martina Lechner      |
| 56.     | 28 lutego | 1998 | Megève      | Slalom      | 1:26,48 min | +13,47 s   | Stefanie Wolf        |
| 72.     | 1 marca   | 1998 | Megève      | Gigant      | 1:54,35 min | +10,46 s   | Anja Pärson          |
| 26.     | 22 lutego | 2000 | Québec      | Supergigant | 1:18,79 min | +3,08 s    | Kathrin Wilhelm      |
| 21.     | 25 lutego | 2000 | Québec      | Gigant      | 1:55,08 min | +4,54 s    | Anja Pärson          |
| DNS     | 26 lutego | 2000 | Québec      | Slalom      | 1:50,79 min | -          | Anja Pärson          |
| 18.     | 6 lutego  | 2001 | Verbier     | Zjazd       | 1:33,56 min | +2,18 s    | Astrid Vierthaler    |
| 21.     | 7 lutego  | 2001 | Verbier     | Supergigant | 1:33,54 min | +2,63 s    | Kathrin Wilhelm      |
| 8.      | 10 lutego | 2001 | Verbier     | Slalom      | 1:16,53 min | +4,40 s    | Christine Sponring   |
| 19.     | 10 lutego | 2001 | Verbier     | Gigant      | 2:16,31 min | +3,78 s    | Fränzi Aufdenblatten |
| 12.     | 27 lutego | 2002 | Tarvisio    | Zjazd       | 1:29,81 min | +2,63 s    | Julia Mancuso        |
| DNF     | 28 lutego | 2002 | Tarvisio    | Supergigant | 1:27,54 min | -          | Maria Riesch         |
| 22.     | 1 marca   | 2002 | Tarvisio    | Slalom      | 1:36,54 min | +3,35 s    | Veronika Zuzulová    |
| 13.     | 3 marca   | 2002 | Tarvisio    | Gigant      | 1:52,15 min | +1,97 s    | Julia Mancuso        |
| 4.      | 3 marca   | 2002 | Tarvisio    | Kombinacja  | 5,20 pkt    | +66,64 pkt | Julia Mancuso        |

### Puchar Świata

#### Miejsca w klasyfikacji generalnej
- sezon 2002/2003: 115.
- sezon 2003/2004: 51.
- sezon 2004/2005: 78.
- sezon 2005/2006: 60.
- sezon 2006/2007: 32.
- sezon 2007/2008: 63.
- sezon 2008/2009: 55.
- sezon 2009/2010: 40.
- sezon 2010/2011: 124.
- sezon 2012/2013: 104.
- sezon 2013/2014: 110.

#### Miejsca na podium w zawodach
Alcott nigdy nie stanęła na podium zawodów PŚ.